# Metro-North Railroad

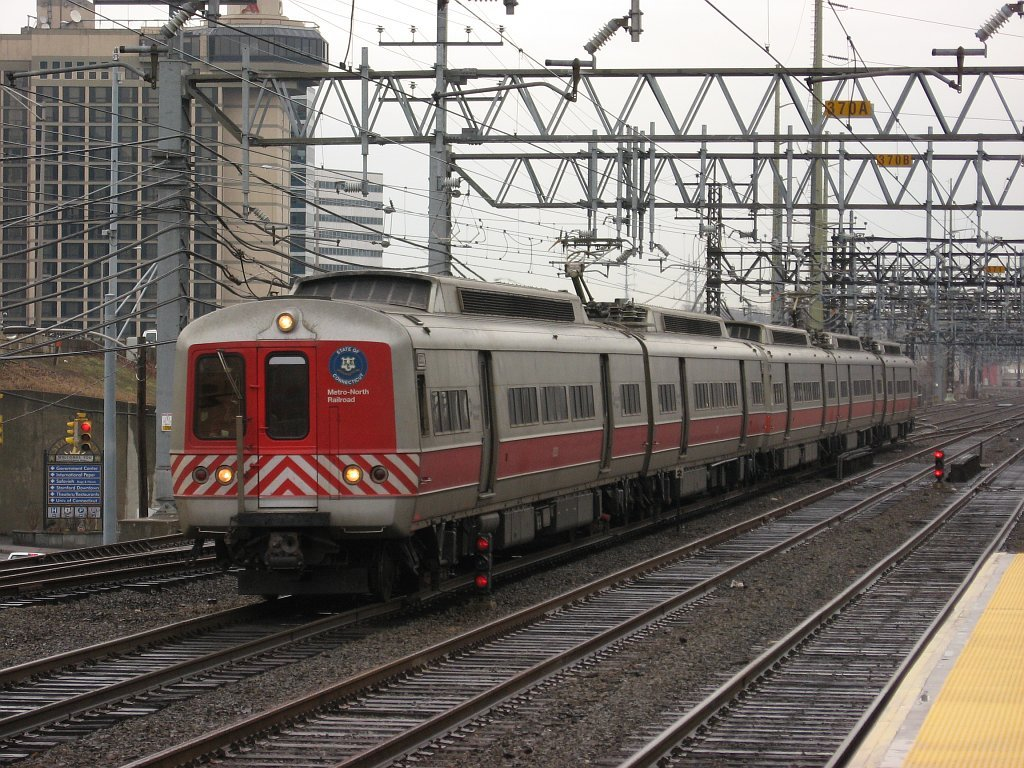

De MTA Metro-North Railroad (reporting mark MNCR) (officieel de Metro-North Commuter Railroad Company geheten, gewoonlijk afgekort tot Metro-North) is een forensenspoorweg die Manhattan met de noordelijke voorsteden in de staat New York en het westen van Connecticut verbindt. De treinen uit New York gaan naar Wassaic, Poughkeepsie, Port Jervis en Spring Valley in de staat New York, en naar New Canaan, Danbury, Waterbury en New Haven in de staat Connecticut. Metro-North verzorgt ook lokale diensten binnen de Bronx en van de Bronx naar Manhattan.
Metro-North wordt geëxploiteerd door de Metropolitan Transportation Authority, die ook de  MTA New York City Transit bussen, de New York City Subway en de Long Island Rail Road exploiteert. Tevens rijdt Metro-North treinen in opdracht van de Connecticut Department of Transportation.

## Geschiedenis
Metro-North rijdt op lijnen die tot eind jaren 60 in handen waren van de New York Central (NYC), de New York, New Haven and Hartford Railroad (NH) en de Erie Lackawanna. De NYC en NH werden - samen met de Pennsylvania Railroad - onderdeel van de spoorwegmaatschappij Penn Central, maar dit bedrijf ging in 1970 al failliet. In 1976 werd Conrail door de overheid opgericht om het spoorvervoer van Penn Central en enkele andere failliete maatschappijen over te nemen. Aanvankelijk voerde Conrail ook de forensendiensten uit, gesubsidieerd door de MTA en de Connecticut Department of Transportation. In 1983 werd Metro-North opgericht om zelfstandig de forensentreinen te gaan rijden.
In 2020 werd de Hudson Line, de Harlem Line en Grand Central Terminal gekocht door MTA.

## Lijnen
- Hudson Line
- Harlem Line
- New Haven Line